# Sincybaeus yoshiakii
Espèce
Synonymes
- Cybaeus yoshiakii Yaginuma, 1968

Sincybaeus yoshiakii est une espèce d'araignées aranéomorphes de la famille des Cybaeidae.

## Distribution
Cette espèce est endémique du Japon.

## Description
Le mâle holotype mesure 3,55 mm et la femelle paratype 3,65 mm

## Systématique et taxinomie
Cette espèce a été décrite sous le protonyme Cybaeus yoshiakii par Yaginuma en 1968. Elle est placée dans le genre Sincybaeus par Sugawara, Ihara, Koike, Seo, Prozorova, Zhang et Nakano en 2024.

## Étymologie
Cette espèce est nommée en l'honneur de Yoshiaki Nishikawa.

## Publication originale
- Yaginuma, 1968 : « A new six-eyed spider of the genus Cybaeus. » Acta Arachnologica, vol. 21, p. 31-33.